# Benthophilus macrocephalus
Benthophilus macrocephalus är en fiskart som först beskrevs av Pallas, 1787.  Benthophilus macrocephalus ingår i släktet Benthophilus och familjen smörbultsfiskar. IUCN kategoriserar arten globalt som livskraftig. Inga underarter finns listade.

## Bildgalleri

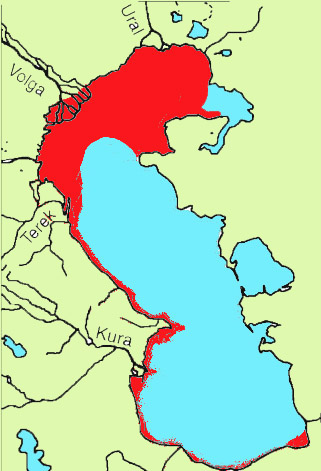